# Лис Готи
Лис Готѝ (на френски: Lys Gauty), псевдоним на Алѝс Готиѐ (Alice Gauthier) (Левалоа-Пере, 14 февруари 1900 – Монте Карло, 2 януари 1994), е френска певица и актриса.

## Биография
Алис Готие е родена в скромно семейство: баща ѝ е механик, а майка ѝ – шивачка. След курсове по шивачество и дактилография Алис започва да работи като продавачка в голям магазин съвсем млада, а по-късно – при търговец на модни дрехи. С остатъка от заплатата на родителите си се записва на курсове по пеене. Гласът ѝ е забелязан още в училище. Получила класическо образование, през 1924 година започва своята кариера на певица в музикхол с пианист Жорж ван Парис. През 1925 година пее в зала „Олимпия“. Швейцарецът Гастон Гроенер, който е с дванайсет години по-голям от нея, се жени за Лис същата година, като предприема отговорността на кариерата ѝ, която е постлана с множество успехи. Първите ѝ плочи са издадени в Белгия през 1928 година.
През 1930 година дебютира в киното във филма Jour de noces (Сватбеният ден) на Морис Глез. Опитът ѝ като актриса се възвръща осем години по-късно през 1938, когато играе главната роля във филма La goualeuse (Уличната певица) на Фернан Ривер. Песента, пожънала най-голям успех в кариерата ѝ, е Le Chaland qui passe (Отминаващият шлеп), която е френската версия на италианската песен Parlami d'amore, Mariu (Говори ми за любов, Мариу), изпята от Виторио де Сика.
Лис се оттегля от сцената през 1953 година, за да стане директорка на кабаре в региона на Ница, където основава собствено училище по пеене.
Лис Готи умира в Монте Карло на 2 януари 1994 година. Погребана е в Сен-Жангу-дьо-Сисе в Сон е Лоар, където има къща на свое име, в която често е отсядала.